# Goni
Goni (sardinsky: Gòni) je italská obec (comune) v provincii Sud Sardegna v regionu Sardinie. Nachází se ve výšce 383 metrů nad mořem a má 447 obyvatel. Rozloha obce je 18,60 km².